# Mistrzostwa Polski w Wędkarstwie Spławikowym (2022)
Mistrzostwa Polski w Wędkarstwie Spławikowym (2022) – mistrzostwa Polski w wędkarstwie spławikowym, które odbyły się w terminie 8-10 lipca 2022 w Kluczborku, w wodach Zbiornika Kluczbork (na rzece Stobrawie).
W zawodach rywalizowało ponad stu zawodników. Organizatorem był Okręg PZW w Opolu.  
Wyniki:
- 1. miejsce: Wiktor Walczak (Okręg PZW w Kaliszu),
- 2. miejsce: Paweł Wlazło (Okręg PZW w Radomiu),
- 3. miejsce: Daniel Kożuchowski (Okręg PZW w Poznaniu)[1].